# PHOSPHOR
『PHOSPHOR』（フォスファー）は、宮崎羽衣が2008年4月23日にリリースした6枚目のマキシシングルである。

## 概要
- 品番は初回限定盤がFVCG-1025、通常盤がFVCG-1026
- 初回限定盤には「PHOSPHOR」のPV収録DVDが付いている
- 今作のレーベルも前作「KURENAI」に続き、従来のランティスではなく5pb.となっている。
- カップリングの「STRATEGY」は作詞者の奥井雅美が自身のアルバム『Self Satisfaction』（2009年）にてセルフカバーしている。

## 収録曲
1. PHOSPHOR [4:09] 
  - 作詞・作曲：奥井雅美、編曲：鈴木Daichi秀行
  - テレビアニメ『かのこん』オープニング主題歌
2. STRATEGY [3:15] 
  - 作詞：奥井雅美、作曲・編曲：MACARONI☆
  - インターネットラジオ『かのこんラジオ 〜耕太とちずるのゆやよん成長日記〜』オープニング主題歌
3. PHOSPHOR［OFF VOCAL］
4. STRATEGY［OFF VOCAL］